# Andinobates opisthomelas
Espèce
Synonymes
- Dendrobates opisthomelas Boulenger, 1899
- Ranitomeya opisthomelas (Boulenger, 1899)

Statut de conservation UICN

 VU B1ab(iii) : Vulnérable
Statut CITES
Andinobates opisthomelas est une espèce d'amphibiens de la famille des Dendrobatidae.

## Répartition
Cette espèce est endémique de Colombie. Elle se rencontre dans les départements d'Antioquia et de Caldas de 1 160 à 2 200 m d'altitude dans le nord des cordillères Occidentale et Centrale.

## Description
Les mâles mesurent de 14,5 à 18,5 mm et les femelles de 14,5 à 19,5 mm.

## Publication originale
- Boulenger, 1899 : Descriptions of new Batrachians in the Collection of the British Museum {Natural History). Annals and Magazine of Natural History, sér. 7, vol. 3, p. 275-277 (texte intégral).